# Oxyopes kovacsi
Oxyopes kovacsi är en spindelart som beskrevs av Lodovico di Caporiacco 1947. Oxyopes kovacsi ingår i släktet Oxyopes och familjen lospindlar.
Artens utbredningsområde är Etiopien. Inga underarter finns listade i Catalogue of Life.